# Dolichovespula flora
Dolichovespula flora är en getingart som beskrevs av Archer 1987. Dolichovespula flora ingår i släktet långkindade getingar, och familjen getingar. Inga underarter finns listade i Catalogue of Life.